# Giuseppe Mulas
Giuseppe Mulas (Benetutti, 28 marzo 1944) è un politico italiano.

## Biografia
Laureato in medicina e chirurgia, specializzato in Ematologia clinica e di laboratorio all'Università Cattolica del Sacro Cuore, è Medico primario ospedaliero. A Olbia ha fatto aprire e diretto il Centro trasfusionale e di microcitemia dell'Ospedale civile, di cui è stato per sei anni anche direttore sanitario. Ha inoltre presieduto la sezione dell'Avis di Olbia; nella stessa associazione ha ricoperto incarichi di rilievo a livello regionale e nazionale. È stato attivo anche nell'Associazione donatori midollo osseo (ADMO)  
Impegnato in politica con Alleanza Nazionale, viene eletto senatore per la prima volta nel 1994, confermando il proprio seggio anche nel 1996 e nel 2001; ha concluso il mandato parlamentare nel 2006.